# El Music Group
El Music Group es un sello discográfico independiente estadounidense, creado por la banda de rock Collective Soul. Después de dejar Atlantic Records en 2001, la banda fundó este sello para lanzar sus futuros álbumes.
El primer álbum lanzado por Collective Soul en este sello fue el sexto de la banda, Youth, en 2004. Luego dos recopilaciones, en 2005, From the Ground Up y en 2006, Home (grabado en vivo junto a la orquesta de Atlanta en 2005), lanzados antes de que la banda anunciara la salida del séptimo álbum de estudio en el verano de 2007.
Afterwords fue el primer lanzamiento de la banda bajo un exclusivo formato además de lanzarlo en CD por la cadena Target Corporation, fue lanzado también de forma digital por iTunes.